# 汪啸风
汪啸风（1944年10月—），男，汉族，湖南慈利人，中国共产党党员，中华人民共和国政治人物。

## 个人经历
毕业于北京矿业学院机械系。1965年5月加入中国共产党。
历任中共常德地委副书记、行署专员，湖南省计委主任、副省长、副书记；海南省委副书记、常务副省长、代省长、省长、省委书记、省人大常委会主任；国务院三峡工程建设委员会副主任、办公室主任；第十一届全国政协常委、人口资源环境委员会副主任等职。